# Peter Dilg
Peter Dilg (* 6. Oktober 1938 in Landshut) ist ein deutscher Apotheker, Pharmaziehistoriker und Professor der Philipps-Universität Marburg. Dort war er am Aufbau des Instituts für Geschichte der Pharmazie beteiligt und lehrte Pharmazeutische und Medizinische Terminologie.

## Leben
Peter Dilg wurde als Sohn des Apothekers Paul Dilg, und dessen Ehefrau Emilie Dilg, geborene Reber, in Bayern geboren. Er studierte von 1959 bis 1964 in München Pharmazie. In Marburg schloss er ein Studium der Geschichte der Pharmazie, der lateinischen Philologie des Mittelalters und der Historischen Hilfswissenschaften an. Hier wurde er 1969 mit einer Arbeit Das Botanologicon des Euricius Cordus – Ein Beitrag zur botanischen Literatur des Humanismus zum Dr. rer. nat. promoviert. Seine weitere Hochschulkarriere erfolgte an der Marburger Universität, ab 1972 als Professor für Geschichte der Pharmazie. Er lehrte Pharmaziegeschichte sowie Pharmazeutische und Medizinische Terminologie und wurde 2003 emeritiert.
Sein Arbeitsgebiet war insbesondere die Pharmazie im Mittelalter und in der Frühen Neuzeit. Zudem publizierte er zur Geschichte von Arzneimitteln, Apotheken und pharmazeutischen Institutionen. Dilg leitete von 1989 bis 2011 die Fachgruppe zur Geschichte der Pharmazie in der Deutschen Pharmazeutischen Gesellschaft.
Peter Dilg ist katholisch und hatte 1967 geheiratet.

## Leistungen
Als Mitherausgeber des Lexikons des Mittelalters ist Dilg seit 1977 für das Sachgebiet „Geschichte der Botanik“ und seit 1992 für „Geschichte der Pharmazie“ zuständig. Seine Publikationen konzentrieren sich auf die Botanik und Pharmazie des Mittelalters und der frühen Neuzeit sowie die Entwicklung der Fachsprache der Pharmazie. Des Weiteren war Dilg Mitherausgeber der 1995 erschienenen Kongressakten des 5. Symposiums des Mediävistenverbandes sowie der 2003 veröffentlichten Kongressakten des 9. Symposiums. Seit 1989 ist er Herausgeber der Zeitschrift Sudhoffs Archiv. Ab 1995 war Dilg an der Erarbeitung der neuen Approbationsordnung im Rahmen seiner Tätigkeit in der Ausbildungskommission im Verband der Professoren an pharmazeutischen Hochschulinstituten beteiligt.

## Mitgliedschaften
- Académie Internationale d’Histoire de la Pharmacie (ab 1987)
- Vorsitzender der Fachgruppe Geschichte der Naturwissenschaften und Pharmazie (1989)
- Ehrenmitglied der Deutschen Gesellschaft für Geschichte der Pharmazie, ehem. Vorsitzender der Landesgruppe Hessen
- Mitglied des Redaktionsbeirates der Zeitschrift Pharmazie in unserer Zeit (seit 1993)
- Mitglied des wissenschaftlichen Beirats des Mediävistenverbandes
- Mitglied des Verwaltungsrates des Deutschen Apotheken-Museums

## Ehrungen
- 1995: Schelenz-Plakette der internationalen Gesellschaft für Geschichte der Pharmazie in Stockholm für Verdienste in Forschung und Lehre
- 2001: Carmen-Francés-Medaille der Académie Internationale d’Histoire de la Pharmacie in Luzern
- 2012: Johannes-Valentin-Medaille in Silber der Deutschen Gesellschaft für Geschichte der Pharmazie
- 2018: Elsa-Ullmann-Medaille der Deutschen Pharmazeutischen Gesellschaft[1]

## Publikationen (Auswahl)
- Monographie-Serie Stätten pharmazeutischer Praxis, Lehre und Forschung zur Geschichte der Pharmazie an verschiedenen deutschen Hochschulen, beispielsweise Erlangen, Marburg, Mainz und Würzburg.
- Pharmaziegeschichte – Wissenschaft mit zwei Gesichtern. In: Pharmazie in unserer Zeit. Band 19, 1990, Nr. 5, S. 201–203. doi:10.1002/pauz.19900190508
- Das Botanologicon des Euricius Cordus. Ein Beitrag zur botanischen Literatur des Humanismus. Marburg 1. Januar 1969 (dnb.de [abgerufen am 14. Februar 2017]). (Naturwissenschaftliche Dissertation Marburg 1969).
- mit Gerhard Aumüller und Tom Engel: Das Leben des Dr. Euricius Cordus, 1486–1535, Professor der Medizin in Marburg 1527–1534 / The life of Euricius Cordus, M.D., 1486–1535, professor of medicine in Marburg 1527–1534. Philipps-Universität, Fachbereich Medizin, Marburg 2013, ISBN 978-3-00-043896-7 (dnb.de [abgerufen am 14. Februar 2017]).
- mit Elmar Esser: Kompetenz und Tradition. Chronik zum 125jährigen Bestehen des Deutschen Apotheker-Verbandes; 1872–1997. Govi-Verlag, Eschborn 1998, ISBN 978-3-7741-0664-2 (dnb.de [abgerufen am 14. Februar 2017]).
- mit Guido Jüttner: Pharmazeutische Terminologie. Die Fachsprache des Apothekers. 2., überarbeitete und ergänzte  Auflage. Govi-Verlag, Frankfurt am Main 1975, ISBN 978-3-7741-9989-7 (dnb.de [abgerufen am 14. Februar 2017] Mit einem Vorwort von Rudolf Schmitz).; 3. Auflage 1986.
- als Hrsg.: Perspektiven der Pharmaziegeschichte. 1983.
- Das Theriakbüchlein des Euricius Cordus. In: Fachprosa-Studien. Beiträge zur mittelalterlichen Wissenschafts- und Geistesgeschichte. Hrsg. von Gundolf Keil mit Peter Assion, Willem Frans Daems und Heinz-Ulrich Roehl, Berlin 1982, S. 417–447.